# LA Direct Models
LA Direct Models foi formada em 2000 pelo ator pornográfico Derek Hay, inicialmente, como uma agência com sede em Londres que era reservado para trabalho adulto nos Estados Unidos para mulheres britânicas. No ano seguinte, uma vez que a demanda havia crescido, Hay e sua então namorada e atriz pornô Hannah Harper mudou-se da agência para um apartamento de um quarto em Los Angeles, Califórnia. Seus escritórios, desde então, mudou-se para o Cahuenga Passe, em Hollywood, no mesmo prédio que os escritórios da produtora de filmes adultos Vivid Entertainment.
LA Direct Models representa cerca de 130 mulheres e 30 atores do sexo masculino, incluindo Tori Black, Kagney Linn Karter, Alexis Texas, Lexi Belle, dentre outras. Havana Ginger tornou-se a primeira da agência a ter contrato em 2005, e em 2008, Kimber James se tornou a primeira artista transexual. Em 2008, a LA Direct Models, junto com a Lisa Ann Talent Management da atriz pornô Lisa Ann e a The Lee Network formaram uma rede de entretenimento com enfoque em dança. LA Direct Models agora também representa profissionais de produção, tais como diretores e maquiadores.
Em 2008, a agência lançou o site de notícias de entretenimento adulto, a L.A. Direct News.